# Tom Vek
Tom Vek, pseudonimo di Thomas Timothy Vernon-Kell (Londra, 10 maggio 1981), è un musicista e polistrumentista britannico.

## Discografia
Album studio
- 2005 - We Have Sound
- 2011 - Leisure Seizure
- 2014 - Tom Vek - Luck

EP
- 2005 - Live from London (digitale)